# Cottus aleuticus
Cottus aleuticus är en fiskart som beskrevs av Gilbert, 1896. Cottus aleuticus ingår i släktet Cottus och familjen simpor. Inga underarter finns listade i Catalogue of Life.